# 平岡秀夫
平岡 秀夫（ひらおか ひでお、1954年1月14日 - ）は、日本の政治家、大蔵官僚、弁護士。衆議院議員（6期）。立憲民主党山口県総支部連合会代表。
法務大臣（第87代）、総務副大臣（菅直人第1次改造内閣・菅直人第2次改造内閣）、内閣府副大臣（菅直人内閣）、内閣法制局参事官、民主党総務委員長を歴任した。

## 来歴
山口県岩国市生まれ。山口県立岩国高等学校、東京大学法学部第1類（私法コース）卒業。東大在学中の1975年10月、司法試験に合格した。東大卒業後、大蔵省に入省（理財局に配属）。主計局調査課調査第二係長心得、酒田税務署長、東海財務局理財部長、東京国税局課税第二部長、在インド日本大使館一等書記官、内閣法制局参事官等を経て1998年に退官。
退官後は山口県（後に広島県）で弁護士登録し、岩国市で平岡秀夫法律事務所を開設した。1999年4月、岩国市長選挙に無所属で立候補したが、岩国高校の同窓生である井原勝介に敗れた。2000年、第42回衆議院議員総選挙に民主党公認で山口2区から立候補し、一部の保守系地方議員の支援も受けて自由民主党の佐藤信二元通産相らを破り初当選した。
2003年の第43回衆議院議員総選挙でも佐藤らを破り再選。2005年の第44回衆議院議員総選挙では、山口2区で自民党新人の福田良彦に惜敗し、重複立候補していた比例中国ブロックで復活し、3選。
2008年、福田が岩国市長選挙に立候補するため衆議院議員を辞職したことに伴う補欠選挙への立候補を表明。平岡は補選立候補とともに公職選挙法の規定で衆議院議員を退職（自動失職）となった。平岡の退職に伴い、民主党比例中国ブロックの欠員補充として和田隆志が繰上当選となった。補選では自民党新人の山本繁太郎を下し、2年半ぶりに山口2区の議席を奪還した。比例復活した衆議院議員が議員辞職し、衆議院補選に立候補をした事例は平岡以前には過去に2件あるが、いずれも落選しており、当選した例は平岡が初。
2009年の第45回衆議院議員総選挙では再度山口2区で山本を破り4選。
2010年6月、菅直人内閣で内閣府副大臣（経済財政、科学技術、行政刷新）及び国家戦略室長に就任。同年9月、菅直人第1次改造内閣で総務副大臣（情報通信、放送、郵政担当）に任命され、菅直人第2次改造内閣でも再任された。2011年8月19日、民主党代表選への立候補に意欲を見せ25日に行われた立候補予定者への事前説明会に出席したが、翌26日に立候補を断念した。

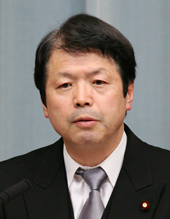
2011年9月2日、法務大臣就任時、首相官邸での会見にて

2011年、野田内閣で法務大臣に任命され、初入閣した。しかし就任後間もなく、2012年1月の野田改造内閣発足によりわずか4ヶ月で法務大臣を退任した。後任の法相は同じ菅グループ所属の小川敏夫。同年1月24日、民主党総務委員長に就任。同年12月16日の第46回衆議院議員総選挙では参議院議員から鞍替えした自民党新人の岸信夫に敗れ、比例復活もならず議席を失った。
2013年4月28日の参議院山口県選挙区補欠選挙に立候補。民主党の公認は受けず、無所属で立候補した。民主党のほか、「『穏健保守から中道・リベラルまで』の政治勢力の集合」の呼びかけに応じたみどりの風が推薦し、社民党も支持を表明。また、前回の衆院選に山口1区から立候補した飯田哲也らが政策アドバイザーを務める日本未来の党の推薦を取り付けた。その一方で民主党県連の主要な支持母体である連合山口は推薦ではなく「支持」に留まった。選挙の結果、129,784票（得票率28.6%）にとどまり、6割以上の得票を集めた自民党新人の江島潔に敗れ落選した。
2014年12月14日の第47回衆議院議員総選挙では再び岸信夫に山口2区で敗れ、落選。2015年5月30日、民主党山口県連定期大会をもって県連代表を退く。これをもって、政治家としての活動を一区切りし、以後は東京を中心に弁護士活動をしていくことを表明した。
引退後も民進党山口県連顧問を務め、国民民主党でも同職に就いていたが、2018年12月に立憲民主党山口県連の設立に参加し、同党の県連顧問となった。
2023年2月7日、岸信夫が体調不良を理由に辞職。市民団体「市民連合@やまぐち」は、岸の辞職に伴う山口2区の補選、安倍晋三の死去に伴う山口4区の補欠選挙（ともに4月23日執行予定）での野党統一候補の擁立を目指していたが、同年3月16日、山口市内で開かれた会合で候補擁立を断念したと発表した。3月18日、平岡が山口2区に、党籍持ちの上で無所属で立候補する意向が明らかとなった。3月22日、日本共産党中央委員会組織局員の石村智子が県庁で記者会見し、補選への出馬の意向を表明した。「市民連合@やまぐち」が共闘実現のため共産党と立憲民主党の両陣営に働きかけ、3月26日、共産党が石村擁立を見送り、平岡を支援する見通しになったことが明らかとなった。投開票の結果、岸信夫の長男の岸信千世に敗れ落選した。
2024年5月には新たな区割りでの山口2区における党公認候補予定者となり、同年10月27日の第50回衆議院議員総選挙の投開票の結果、岸に敗れたものの惜敗率98.36%で比例中国ブロックから復活当選した。

## 政策・主張

### 憲法問題
- 憲法改正について、「反対」と回答している[30]。
- 集団的自衛権の行使を禁じた政府の憲法解釈を見直すべきかについて、「見直す必要はない」と回答している[31]。

### 外交・安保
- 沖縄県米軍基地の移設先の考えに最も近いものについて、「国外」と回答している[31]。
- 中国に対し、日本政府はどのような態度で臨むべきかについて、「対立を避ける努力をすべきだ」と回答している[31]。
- 台湾有事に備えるための米軍岩国基地の機能強化に反対としている[20]。
- 集団的自衛権の行使を認める閣議決定が行われたことについて、「反対」と回答している[32]

### 経済・財政
- アベノミクスについて、「評価しない」と回答している[33]。
- 「当面は財政再建のために歳出を抑えるのではなく、景気対策のために財政出動を行うべきだ」という意見について、「どちらともいえない」と回答している[31]。
- 「５年以内の消費税率引き上げはやむをえない」という意見について、「どちらかと言えば賛成」と回答している[30]。
- 「定期検査で停止中の原子力発電所の運転再開はやむをえない」という意見について、「どちらかと言えば反対」と回答している[30]。
- 2030年代の原発稼働ゼロを目指す政府の目標を支持するかについて、「支持する」と回答している[31]。
- 上関原発建設計画に反対としている[20]。

### その他
- 選択的夫婦別姓制度導入に「賛成」と回答している[34]。
- 永住外国人への地方選挙権付与に「賛成」と回答している[35]。
- 死刑の執行には慎重な立場であり、法務大臣就任後も一貫して慎重な姿勢を取り続けた。在任中に死刑執行命令書への署名を行わなかった[36]。
- 刑事事件の捜査について「取り調べの可視化」の推進を主張していた[37]。

## 発言
- 2007年6月29日に放送された、少年法について論じるテレビ番組「太田光の私が総理大臣になったら…秘書田中。」の中で、大津市身体障害者リンチ致死事件を巡り「むしろ、悪いことをした子どもたちは、それなりの事情があって、そういうことになったと思う。」と加害者を擁護する発言をした[38]。これに対し、批判・抗議のメールや電話が民主党本部・平岡の事務所などに寄せられたため、平岡は同年7月2日にホームページで「配慮を欠いた質問をした」としてお詫びを述べた[38]。また、平岡は番組放映から約4年後の2011年11月13日に、被害者遺族宅を訪れて発言を謝罪した[39]。
- 2011年9月1日の法務大臣就任に伴い、平岡が大臣秘書官に起用した公設第一秘書が、起用前の2004年に詐欺で2006年2月に懲役1年6ヶ月、執行猶予3年の有罪判決を受けていたことが判明した。SAPIOは、秘書官が自民党議員の公設秘書を務めた後2009年頃から夫人の姓を名乗り出していたため平岡は気付くことができなかったのだろうと書いている[40]。平岡も前科について知らなかったと話し、執行猶予期間が経過しているので「（政務秘書官の職務につくことが）問題があるかどうか、今後調査したい」と述べた[41]。平岡によると9月の採用段階で過去の有罪判決について伝えていなかったことを重く見て「（採用の段階で男性秘書官から）伝えるべきことが伝えられていなかったということで、けじめをつける必要があると考えた」と述べた。男性秘書官は10月19日付で辞任[42]。平岡はこの男性とは信頼関係は継続していきたいと述べたが、雇用関係は清算したことで秘書として採用しない方針。またこの件について法務省秘書課は「執行猶予期間が過ぎており、問題ないと考えている」との見解を示しており[43]、平岡も「執行猶予期間を過ぎており、有罪判決自体は理由ではない」と述べている。

## 人物
- 妻は山口県下松市出身。亡父は元岩国市農業協同組合組合長、元岩国市消防本部消防次長。
- 民主党左派・護憲派の中堅・若手議員による政策グループ「リベラルの会」の代表世話人を務め、民主党代表選挙でも影響力を発揮していた[44][45]。
- 2006年4月26日に東京・永田町の参議院議員会館で行われた「共謀罪に反対する超党派国会議員と市民の緊急院内集会」で呼びかけ人を務めた[46]。
- 光市では、2008年10月の光市長選挙に元高村正彦衆議院議員秘書の河村龍男前市議（元市議会副議長）を民主党推薦で擁立したが、実質的に自民党・公明党などの支援を受けた前市議会議長市川熙に惜敗した。2009年3月の柳井市長選挙では、平岡の元秘書である井原健太郎が元自民党県議の長谷川忠男を破り初当選した。
- 日中国会議員書画展へ書画を提供している[47]。
- 秘書経験者を選挙区内の地方議員・首長に積極的に擁立。現職では井原健太郎・柳井市長、森戸芳史・光市議、久冨海・柳井市議がいる。元下松市議の古賀寛三は2015年4月の県議選下松市区に民主党推薦で立候補したが落選した。
- 2017年8月15日北朝鮮平壌で開催された白頭山偉人称賛国際祭典に参加し現地の技術者らと交流した。これを取り上げたメディアに対し平岡は「日本国民が北朝鮮に恐さを感じているように、北朝鮮国民もまた、日本の敵対的な行動に恐怖を感じています。そして北朝鮮側も、国際社会の理解を得たいという想いなのです。私は今回、初めての訪朝でしたが、そのことが印象的でした」と語っている[48]。

## 政治資金
- 2011年9月、業務上過失致死罪で同年5月に医師が起訴された品川美容外科グループ創業者の男性から、2008年から3年間、毎年100万円の政治献金を受け取っていたことが明らかとなり、平岡は返金する意向を示した[49]。
- 2011年9月3日、平岡が支部長を務める民主党山口県第2区総支部が岩国市内で約500人が参加する政治資金パーティーを開催した[50]。「大臣規範」では、現職大臣による大規模なパーティーの自粛が明記されており、規範に抵触する可能性を指摘されたが、平岡は「大規模なパーティーではなく、大臣規範に反するということはない」と述べた[49]。

## 選挙歴
| 当落 | 選挙                     | 執行日         | 年齢 | 選挙区       | 政党       | 得票数     | 得票率 | 定数 | 得票順位 /候補者数 | 政党内比例順位 /政党当選者数 |
| ---- | ------------------------ | -------------- | ---- | ------------ | ---------- | ---------- | ------ | ---- | ------------------ | ---------------------------- |
| 落   | 1999年旧岩国市長選挙     | 1999年4月25日  | 45   | ーー         | 無所属     | 1万9852票  | 32.36% | 1    | 2/3                | /                            |
| 当   | 第42回衆議院議員総選挙   | 2000年06月25日 | 46   | 山口県第2区  | 民主党     | 10万4372票 | 47.49% | 1    | 1/3                | /                            |
| 当   | 第43回衆議院議員総選挙   | 2003年11月09日 | 49   | 山口県第2区  | 民主党     | 10万9647票 | 51.61% | 1    | 1/3                | /                            |
| 比当 | 第44回衆議院議員総選挙   | 2005年09月11日 | 51   | 山口県第2区  | 民主党     | 10万3734票 | 46.82% | 1    | 2/3                | 1/3                          |
| 当   | 第44回衆議院議員補欠選挙 | 2008年4月27日  | 54   | 山口県第2区  | 民主党     | 11万6348票 | 55.21% | 1    | 1/2                | /                            |
| 当   | 第45回衆議院議員総選挙   | 2009年08月30日 | 55   | 山口県第2区  | 民主党     | 11万7571票 | 51.65% | 1    | 1/3                | /                            |
| 落   | 第46回衆議院議員総選挙   | 2012年12月16日 | 58   | 山口県第2区  | 民主党     | 5万3493票  | 28.01% | 1    | 2/4                | 8/2                          |
| 落   | 第22回参議院議員補欠選挙 | 2013年4月28日  | 59   | 山口県選挙区 | 無所属     | 12万9784票 | 28.62% | 1    | 2/4                | /                            |
| 落   | 第47回衆議院議員総選挙   | 2014年12月14日 | 60   | 山口県第2区  | 民主党     | 5万7814票  | 34.88% | 1    | 2/3                | 6/2                          |
| 落   | 第49回衆議院議員補欠選挙 | 2023年4月23日  | 69   | 山口県第2区  | 無所属     | 5万5601票  | 47.53% | 1    | 2/2                | /                            |
| 比当 | 第50回衆議院議員総選挙   | 2024年10月27日 | 70   | 山口県第2区  | 立憲民主党 | 10万3161票 | 49.59% | 1    | 2/2                | 1/3                          |

## 所属していた団体・議員連盟
- 在日韓国人をはじめとする永住外国人住民の法的地位向上を推進する議員連盟
- 国際連帯税創設を求める議員連盟
- 日朝国交正常化推進議員連盟
- リベラルの会（代表世話人）
- 立憲フォーラム（会員世話人）
- 国のかたち研究会
- 国立追悼施設を考える会（発起人）
- 日韓議員連盟
- 朝鮮半島問題研究会
- 北京オリンピックを支援する議員の会
- 民主党娯楽産業健全育成研究会（常任幹事）
- 戸籍法を考える議員連盟